# Jean Rogers

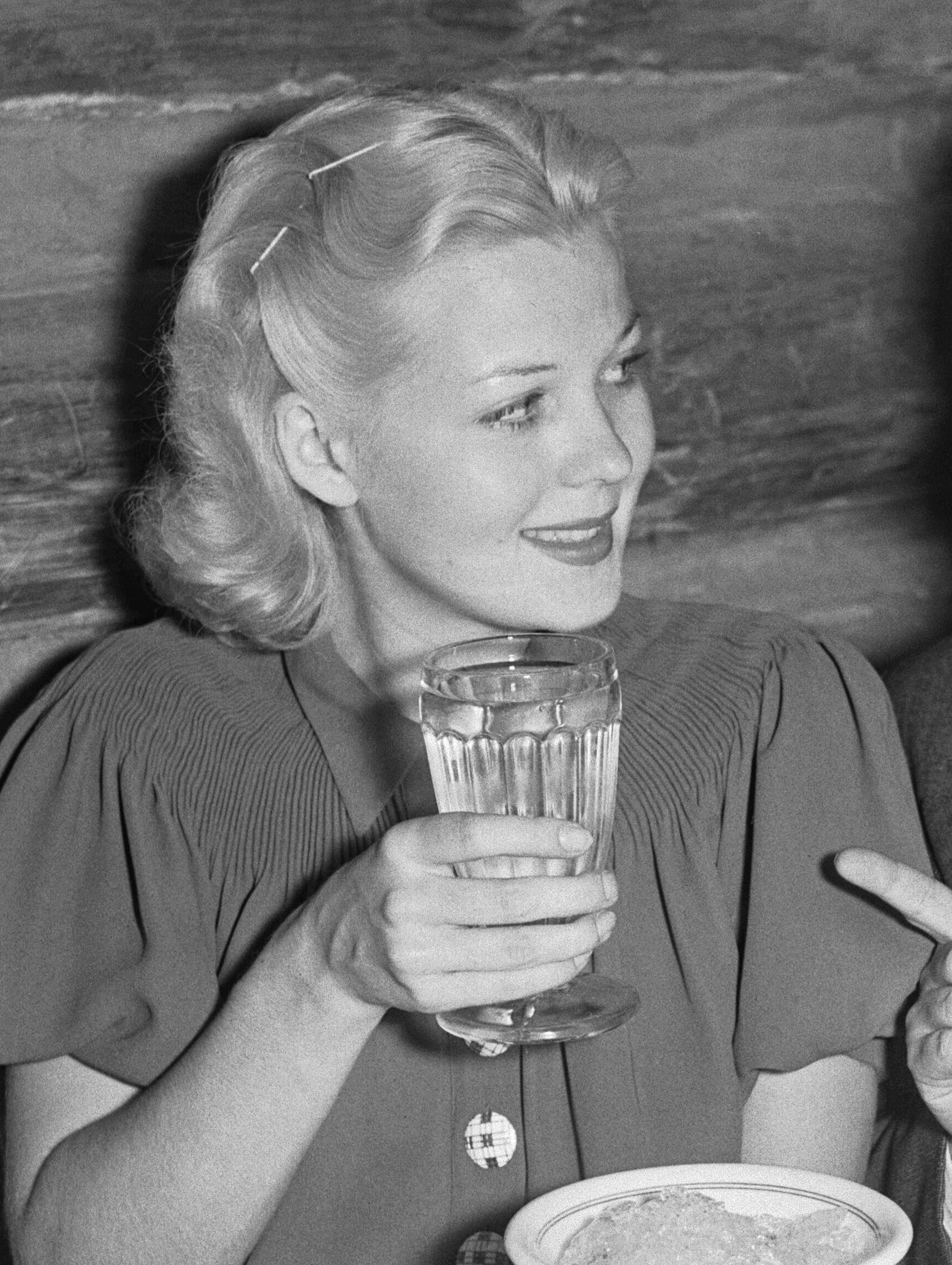
Jean Rogers (1936)

Jean Rogers (* 25. März 1916 in Belmont, Massachusetts; † 24. Februar 1991 in Sherman Oaks, Los Angeles, Kalifornien) war eine US-amerikanische Schauspielerin.
Jean Rogers war zwischen 1933 und 1950 in über 50 Kinofilmen zu sehen. Während sie sich in größeren Produktionen mit Nebenrollen begnügen musste, agierte sie in vielen B-Filmen und Serials in der Rolle der Leading Lady. Ihre vielleicht bekannteste Rolle spielte sie ab 1936 als Dale Arden in den Flash-Gordon-Serials an der Seite von Buster Crabbe.
Rogers starb 1991, vier Wochen vor ihrem 75. Geburtstag, an den Folgen eines operativen Eingriffs.

## Filmografie (Auswahl)
- 1933: Parade im Rampenlicht (Footlight Parade)
- 1934: Wir senden Sonne (Stand Up and Cheer!)
- 1935: Manhattan Moon
- 1935: Tailspin Tommy in the Great Air Mystery
- 1936: Flash Gordon (Serial)
- 1936: Mein Mann Godfrey (My Man Godfrey)
- 1936: Ace Drummond (Serial)
- 1936: Conflict
- 1938: Flash Gordon’s Trip to Mars (Serial)
- 1939: Hotel for Women
- 1940: Charlie Chan in Panama
- 1940: Treck nach Utah (Brigham Young)
- 1941: Rache ist süß (Design for Scandal)
- 1942: Dr. Kildare’s Victory
- 1942: The War Against Mrs. Hadley
- 1943: A Stranger in Town
- 1943: Gangsterjagd in Brooklyn (Whistling in Brooklyn)
- 1945: The Strange Mr. Gregory
- 1946: Hot Cargo
- 1947: Backlash
- 1948: Fighting Back
- 1950: The Second Woman